# Phaonia trispila
Phaonia trispila este o specie de muște din genul Phaonia, familia Muscidae. A fost descrisă pentru prima dată de Jacques-Marie-Frangile Bigot în anul 1885. Conform Catalogue of Life specia Phaonia trispila nu are subspecii cunoscute.